# 1991: The Year Punk Broke
1991: The Year Punk Broke es un documental dirigido por Dave Markey. Muestra un gran número de bandas norteamericanas mientras están de gira por Europa. El documental se centra principalmente en bandas como Sonic Youth y Nirvana, pero también le da atención a Dinosaur Jr, Babes in Toyland, Gumball y The Ramones.
El documental capta a los integrantes de Sonic Youth en una de sus mejores etapas y vemos, asimismo, a un muy joven Kurt Cobain poco antes de convertirse en uno de los ídolos más importantes de la década de los noventa. 
Otros músicos que figuran en la película son Bob Mould de Sugar y Hüsker Dü, Mark Arm, Dan Peters, Matt Lukin de Mudhoney, Courtney Love y Joe Cole, quien fue asesinado en un robo tres meses antes de que el documental terminara. La película le fue luego dedicada.

## Canciones

### Sonic Youth
- «Schizophrenia»
- «Brother James»
- «Teen Age Riot»
- «Dirty Boots»
- «I Love Her All the Time»
- «Mote»
- «Kool Thing»
- «Expressway to Yr Skull»

### Nirvana
- «Negative Creep»
- «School»
- «Endless, Nameless»
- «Smells Like Teen Spirit»
- «Polly»

### Dinosaur Jr
- «Freak Scene»
- «The Wagon»

### Babes in Toyland
- «Dust Cake Boy»

### Gumball
- «Pre»

### Ramones
- «Commando»

## Reparto
| Músico            | Grupo            |
| ----------------- | ---------------- |
| Mark Arm          | Mudhoney         |
| Lori Barbero      | Babes In Toyland |
| Kat Bjelland      | Babes In Toyland |
| Nic Close         |                  |
| Kurt Cobain       | Nirvana          |
| Joe Cole          |                  |
| Don Fleming       | Gumball          |
| Kim Gordon        | Sonic Youth      |
| Dave Grohl        | Nirvana          |
| Mike Johnson      |                  |
| Dave Kendall      |                  |
| Michelle Leon     | Babes In Toyland |
| Courtney Love     | Hole             |
| Matt Lukin        | Mudhoney         |
| Dave Markey       |                  |
| J. Mascis         | Dinosaur Jr.     |
| Craig Montgomery  |                  |
| Thurston Moore    | Sonic Youth      |
| Bob Mould         | Hüsker Dü, Sugar |
| Murph             | Dinosaur Jr.     |
| Krist Novoselic   | Nirvana          |
| Dan Peters        | Mudhoney         |
| Dee Dee Ramone    | The Ramones      |
| Joey Ramone       | The Ramones      |
| Johnny Ramone     | The Ramones      |
| Marky Ramone      | The Ramones      |
| Lee Ranaldo       | Sonic Youth      |
| Susanne Sasic     |                  |
| Steve Shelley     | Sonic Youth      |
| Jay Spiegel       |                  |
| Peter Vanderbilde |                  |
| Eric Vermillion   | Gumball          |

- Datos: Q208618